# 알렉산드르 프리드만
알렉산드르 알렉산드로비치 프리드만(러시아어: Алекса́ндр Алекса́ндрович Фри́дман, [ɐlʲɪkˈsandr ɐlʲɪkˈsandrəvʲɪt͡ɕ ˈfrʲidmən]; 영어: Alexander Friedmann (-Friedman, -Fridman), [ˌa.lɪɡˈzɑːn.də fríːdmən]; 1888년 6월 16일 - 1925년 9월 16일)은 러시아와 소련의 물리학자이자 수학자였다. 그는 현재 프리드만 방정식으로 알려진 일련의 방정식에 의해 지배되는 우주가 팽창하고 있다는 선구적인 이론으로 가장 잘 알려져 있다.

## 어린 시절
알렉산드르 프리드만은 작곡가이자 발레 댄서인 알렉산드르 프리드만(세례를 받은 유대인 칸토니스트cantonist의 아들)과 피아니스트 루드밀라 이그나티에브나 보이아체크Ludmila Ignatievna Voyachek(체코 작곡가 하이네크 보이차체크Hynek Vojáček의 딸) 사이에서 태어났다. 프리드만은 유아기에 러시아 정교회에서 세례를 받았고, 그의 생애의 대부분을 상트페테르부르크에서 보냈다.
1910년 프리드만은 국립 상트페테르부르크 대학교에서 학위를 받았으며 또한 상트 페테르부르크 광업 대학교(Saint Petersburg Mining University)의 강사가 되었다.
학창시절부터, 프리드만은 평생의 지기인 제이콥 타마르킨Jacob Tamarkin를 만났는데, 그 또한 저명한 수학자였다.

## 제1차 세계 대전
프리드만은 제1차 세계 대전에서 러시아 제국을 위해 군용 비행사, 교관, 그리고 혁명 정권 하에서 비행기 공장의 책임자로서 참전했다.

## 교수직
1922년 프리드만은 움직이는 물질을 포함하는 팽창하는 우주에 대한 아이디어를 소개했다. 아인슈타인과의 서신은 아인슈타인이 진화하는 우주에 대한 생각을 받아들이기 싫어했고, 대신 뉴턴의 시대에서 믿어졌던 정적 영구적 우주를 보장하기 위해 그의 방정식을 수정하기 위해 노력했다는 것을 시사한다. 몇 년 후인 1926년 허블은 적색편이 대 거리 관계를 발표했다. 즉, 이웃의 모든 은하가 거리에 비례하는 속도로 멀어지는 것처럼 보였고, 이는 이전에 칼 빌헬름 비르츠Carl Wilhelm Wirtz가 수행한 관측을 공식화했다. 1927년 벨기에 천문학자 조르주 르메트르도 역시 독립적으로 진화하는 한 우주의 결론에 도달했다는 사실을 주목할 수 있다.
1925년 6월 프리드만은 레닌그라드에 있는 주 지구물리 천문대의 책임자로 임명되었다. 1925년 7월에 그는 7,400m(24,300피트)의 고도에 도달한 기록적인 열기구 비행에 참여했다.

## 연구
독일 물리학 저널 《물리학을 위한 저널(Zeitschrift für Physik)》(Vol. 21, pp. 326–332)에 출판된 "Weber die Mögrichkeit einer Welt mit konstanter negativer Krümmung des Raumes"("공간의 음의 곡률이 일정한 세계의 가능성에 대하여")을 포함하는 프리드만의 1924년 논문들은 로버트슨과 워커가 분석을 발표하기 10년 전, 각각 양의 곡률, 영과 음의 곡률을 설명하는 세 가지 프리드만 모형을 모두 제어할 수 있음을 보여주었다.
일반 상대성 이론의 이 동적 우주론적 모형은 대폭발(빅뱅)과 정상우주론의 표준이 되었다. 프리드만의 연구는 두 이론을 동등하게 지지하기 때문에 우주 마이크로파 배경 복사를 감지한 후에야 현재의 대폭발(빅뱅) 패러다임을 선호하여 정상우주론이 포기되었다.
동질적이고 등방성인 우주를 설명하는 아인슈타인 장 방정식의 고전적인 해는 프리드만과는 별개로 1920년대와 30년대에 이 문제를 연구한 조르주 르메트르, 하워드 P. 로버트슨과 아서 지오프리 워커의 이름을 따서 프리드만-르메트르-로버트슨-워커 계량, 또는 'FLRW'로 불린다. 
프리드만의 관심사에는 일반 상대성 이론 외에도 유체 역학과 기상학 등이 포함되었다.
그의 제자들 중에는 물리학자 조지 가모프, 블라디미르 포크와 레프 바실리예비치 켈러 등이 있었다.

## 개인적 삶과 사망
그는 1911년에 에카테리나 도로피바Ekaterina Dorofeeva와 결혼했지만 나중에 그녀와 이혼했다. 그는 1923년 나탈리아 말리니나Natalia Malinina와 결혼했다. 그들은 종교적인 결혼식을 올렸지만 두사람 모두 종교와는 거리가 멀었다.
프리드만은 1925년 9월 16일 오진된 장티푸스로 사망했다. 그는 크림반도에서 신혼 여행을 마치고 돌아오는 길에 기차역에서 구입한 씻지 않은 배를 먹었을 때 박테리아에 감염되었다고 한다.

## 유산
달 분화구 프리드만(Fridman)은 그의 이름을 따서 명명된 것이다.
알렉산더 프리드만 국제 세미나는 정기적인 과학 행사이다. 회의의 목적은 상대성 이론, 중력 및 우주론 분야와 관련 분야에서 일하는 과학자들 간의 접촉을 촉진하는 것이다. 알렉산더 프리드만의 탄생 100주년을 기념하여 1988년에 첫 번째 중력 및 우주론에 관한 알렉산더 프리드만 국제 세미나가 개최되었다.
2022년 중국 코로나19 시위 당시 칭화 대학 학생들이 프리드만 방정식을 시위 구호처럼 표시하는 모습이 포착됐는데, 이는 "자유인(free man)"에 다국어로의 (동음이어) 말장난이며 또한 우주의 팽창을 통한 자유화와 개방을 언급해 중국의 검열을 회피한 것으로 이해됐다.

## 선정된 출판물
- Friedman, A. (1922). "Über die Krümmung des Raumes". Zeitschrift für Physik. 10 (1): 377–386. Bibcode:1922ZPhy...10..377F.  English translation in: Friedman, A. (1999). "공간의 곡률에 대하여 (On the curvature of space)". General Relativity and Gravitation. 31 (12): 1991–2000. bibcode:1999GReGr..31.1991F. The original Russian manuscript of this paper is preserved in the Ehrenfest archive, together with some letters and unpublished work.
- Friedman, A. (1924). "Über die Möglichkeit einer Welt mit konstanter negativer Krümmung des Raumes". Zeitschrift für Physik. 21 (1): 326–332. Bibcode:1924ZPhy...21..326F. English translation in: Friedmann, A. (1999). "공간의 음의 곡률이 일정한 세계의 가능성이 대하여 (On the Possibility of a World with Constant Negative Curvature of Space)". General Relativity and Gravitation. 31 (12): 2001–2008. Bibcode:1999GReGr..31.2001F.

## 참고 문헌
- Poluboyarinova-Kochina, P. Ya. (January–February 1964). "Aleksandr Fridman" (PDF). Soviet Physics Uspekhi (English Edition): 467–472.
- Ferguson, Kitty (1991). Stephen Hawking: Quest For A Theory of Everything. New York: Bantam Books.
- Frenkel', V.Ya. (1988). "Aleksandr Aleksandrovich Fridman (Friedmann): a biographical essay". Soviet Physics Uspekhi. 31 (7): 645–665.